# Nitesh Tiwari
Nitesh Tiwari (Itarsi, ...) è uno sceneggiatore e regista indiano.

## Filmografia

### Sceneggiatore
- Kill Dil, regia di Shaad Ali (2014)
- Nil Battey Sannata, regia di Ashwiny Iyer Tiwari (2015)
- Amma Kanakku, regia di Ashwiny Iyer Tiwari (2016)
- Bareilly Ki Barfi, regia di Ashwiny Iyer Tiwari (2017)
- Half the Sky, regia collettiva (2018) - (Segmento "Taken From Granted")
- Panga, regia di Ashwiny Iyer Tiwari (2020)
- Ankahi Kahaniya - Storie non dette (Ankahi Kahaniya), regia di Abhishek Chaubey, Saket Chaudhary e Ashwiny Iyer Tiwari (2021)
- Tumse Na Ho Payega, regia di Abhishek Sinha (2023)

### Sceneggiatore e regista
- Chillar Party, co-regia di Vikas Bahl (2011)
- Bhoothnath Returns (2014)
- Dangal (2016)
- Chhichhore (2019)
- Bawaal (2023)

## Premi
- National Film Awards
  - 2012: "Best Screenplay (Original)", "Best Children's Film"
- Filmfare Awards
- 2017: "Best Director"
- International Indian Film Academy Awards
  - 2018: "Best Screenplay"
- Screen Awards
  - 2018: "Best Dialogue", "Best Director"
- Zee Cine Awards
  - 2018: "Best Scriptwriting"
- ETC Bollywood Business Awards
  - 2020: "The 100 Crore Club"